# 朴市秦田来津
朴市秦 田来津（えち の はた の たくつ）は、飛鳥時代の人物。氏は秦、朴市とも記される。姓は造。冠位は小山下。

## 出自
渡来系氏族の秦氏の一族。近江国愛智郡に移り地名を冠して、朴市秦と名乗ったと考えられる。延暦年間（782年 - 806年）に依知秦公（えちはたのきみ）と記された木簡が発見されている。上蚊野古墳群（愛知郡秦荘町大字上蚊野）は依智（依知）秦氏の居住が色濃く認められる地にあり、古墳時代後期における渡来系氏族の居住が契機となって本格的な群集墳を造営したものと理解されている。

## 経歴
大化元年（645年）古人大兄皇子を擁立し、蘇我田口川堀・物部朴井椎子・吉備笠垂・倭漢文麻呂と謀反を企てた、とされている。
この際に名を挙げられたそれぞれは、しかし処罰された形跡はなく、田来津は斉明天皇7年（661年）9月には大山下の狭井檳榔と共に兵士5000を率いて、百済の王子扶余豊璋を百済に衛送している（この時の冠位は小山下）。
翌天智天皇元年（662年）12月に豊璋と臣下の扶余福信は、食糧事情を理由に州柔から避城への遷都を主張する。主に豊璋が険峻な要害の周留城より、暮らしやすい避城に住みたがり、福信はこれに反対したが豊璋を説得できなかった、とされている。そもそも豊璋は百済遺臣らに侮られており、百済陣営は一枚岩とは言い難い状況であった。
「州柔（つぬ、周留城）では土地がやせているため、兵粮がつきてしまう。避城（へさし）なら西北に川があり、東南には堤があり、一面が田（畑）で、溝を掘れば雨水もたまる。華も実もある作物に恵まれ、三韓のうちでもすぐれたところである。衣食の源があれば天地に近いところで地形が低いといっても、都をうつすべきだ」
というのが豊璋らの主張であったが、田来津らは、
「土地が低いというのが難点であり、食糧よりも敵が近くにいることの方が重要で、今は険しい山に囲まれた要衝である州柔にとどまるべきだ」
と反対し百済の黒歯常之らの将軍も同意見であったが、結局遷都は断行された。田来津の懸念は的中し、遷都間もない天智天皇2年（663年）2月、新羅人が百済南部の4郡を焼き討ちして徳安などの要地を奪取したこのため、新羅勢力から近過ぎる避城から州柔へ還都することになり、遷都は百済に費用と労力の浪費および内部対立を残しただけのものとなった。
唐軍の侵攻から百済を救済するため、同年3月に大和朝廷は前軍将軍・上毛野稚子以下27,000人の兵士を朝鮮半島に派遣した。豊璋は城兵を見捨てて脱出し、8月13日にこの軍に合流した。しかし同年8月27から28日の白村江の戦いで大和朝廷軍は唐の水軍に敗れ、百済救済は無に帰した。この時、田来津は天を仰いで誓い、歯を食いしばって怒り、数十人を殺したが遂に戦死した。